# Korallgarnéla
A korallgarnéla (Stenopus hispidus) a felsőbbrendű rákok (Malacostraca) osztályának tízlábú rákok (Decapoda) rendjébe, ezen belül a Stenopodidae családjába tartozó faj.
A Stenopus ráknem típusfaja.

## Előfordulása
A korallgarnéla a korallzátonyokat övező sekély tengerekben a trópusokon mindenütt előfordul a Mexikói-öböltől és a Karib-térségtől egészen Új-Zéland északi szigetéig. Jelentős állománya él például az ausztrál Nagy-korallzátonyon. Az akvaristák szívesen tartanak korallgarnélát.

## Megjelenése
A korallgarnéla hossza 6 centiméter. A nőstény jóval nagyobb, mint a hím. Öt pár lába van (az ollókkal együtt). A tapogatói három ágra oszlanak, és igen hosszúak. A garnéla velük integet, így magához csalva a tisztításra vágyó halakat. A nagy méretű olló korallvörös-fehér színezete jelzi a halaknak a tisztogató tanya pontos helyét. A garnéla sebesen végighúzza ollóját a hal testén, majd a szájához emeli a táplálékot.

## Életmódja
A kifejlett állatok párban élnek, a fiatalok magányosak. A korallgarnéla a zátony egy előrenyúló korallága alatt, félig rejtve tanyázik, így védettséget élvez a ragadozókkal szemben. Tápláléka kisebb tengeri állatok, illetve a halak nyálkája és paraziták. A harmadik pár lábának megnagyobbodott ollóját használja arra, hogy felszedegesse a halak kültakaróját borító szennyeződéseket és parazitákat, eközben belekóstol az állatot védő nyálkarétegbe is.

## Szaporodása
Az ivarérettséget egyéves korban éri el. A párzási időszak egész évben tart. Egy nőstény több száz petét is cipelhet egyszerre, a hasoldalán. A felnőtté válásig, a lárvák körülbelül öt lárvastádiumon mennek keresztül.